# Йосиф Сърчаджиев
Йосиф Стефанов Сърчаджиев е български актьор , син на режисьора Стефан Сърчаджиев.

## Биография
Роден е на 2 май 1945 г. в София в семейството на режисьора Стефан Сърчаджиев и Анна Фаденхехт, дъщеря на юриста и политик Йосиф Фаденхехт.
През 1970 г. завършва актьорско майсторство във ВИТИЗ „Кръстьо Сарафов“.
Работил е в театрите в Драматичен театър „Стефан Киров“ Сливен (1970 – 1972), в СИФ (1972) и Драматичен театър „Крум Кюлявков“ Кюстендил (1973 – 1975). По-късно работи в Театър на Народната армия в София (1975 – 1995), Драматичен театър „Адриана Будевска“ в Бургас (1996-) и в Театър 199, където играе и поставя като режисьор „Госпожица Юлия“.
От 1984 г. е народен артист.
Член на Съюза на артистите в България и Съюза на българските филмови дейци (1973).
Член на Националния съвет за радио и телевизия (1997-).
През 2013 г. взима участие в българския сериал „Дървото на живота", излъчен по ТВ7.

## Личен живот
През 2004 г. Сърчаджиев получава тежък инсулт, от който се възстановява в продължение на години.
Съпругата му е известната сценаристка Райна Томова, от която има дъщеря – Ана, и син – Пролетсин. Има още една извънбрачна дъщеря – Александра Сърчаджиева (актриса) – от връзката му с Пепа Николова. Йосиф не поддържа отношения с Александра, твърдейки, че има една дъщеря – Ана – въпреки че ДНК тестът доказал, че Сърчаджиева му е дъщеря.

## Награди и отличия
- Заслужил артист (1974).
- „Главна награда“ за филма „Черните ангели“ (Карлови Вари, Чехословакия, 1970).
- „Награда за мъжка роля“ на САБ (1980).
- „Наградата на София“ за (Благой) в постановката „Наградата“ от Драгомир Асенов (1981).
- „Награда на ЦК на ДКМС за мъжка роля“ за ролята на (Иванов) в „Иванов“ от Чехов, режисьор Иван Добчев
- „II награда за мъжка роля“ за ролята на (Лео) в „Глава втора“ от Нийл Саймън на преглед на камерните театри (1983).
- „Награда за мъжка роля“ на САБ за (Робът) в „Драг и робът“ от Никола Русев (1983).
- „I награда за мъжка роля“ на МНО за „Нощта на Детелина“ (1984).
- „II награда“ на прегледа на историческата драма (Велико Търново, 1985).
- „I награда за мъжка роля“ на САБ за пиесата „Господин Пунтила и неговия слуга Мати“ (1987).
- Медал „За заслуги“ към БНА за участие във филма „Хан Аспарух“ (1981).
- Медал „За заслуги“ към МНО (1985).
- Награда Аскеер за главна мъжка роля (1997).
- „Награда за мъжка роля“ за (Крал Беранже I) в „Кралят умира“ от Йожен Йонеско на Благоевградски театрални празници.
- Награда Аскеер „за цялостен принос в театралното изкуство“ (2010).

## Театрални роли
- „Краят на играта“ (Самюел Бекет) – Нак, Театър 199
- „Вишнева градина“ (Антон Чехов) – Петя Трофимов
- „Напразни усилия на любовта“ (Уилям Шекспир) – кралят
- „Албена“ (Йордан Йовков)
- „Ромео и Жулиета“ (Уилям Шекспир)
- „Макбет“ (Уилям Шекспир) – Макдъф
- „Господин Пунтила и неговия слуга Мати“ (Бертолт Брехт)
- „Нощта на детелината“ (Любомир Чолаков) – Заро Детелината
- „Наградата“ (Драгомир Асенов)
- „Иванов“ (Антон Чехов)
- „Драг и робът“ (Никола Русев)
- „Глава втора“ (Нийл Саймън)
- „Кралят умира“ (Йожен Йонеско)
- „Дъждът“ (Борис Априлов) – Ерик, Театър 199

## Телевизионен театър
- „Почти семейна история“ (Дончо Цончев)
- „Каквото Господ не е помислял“ (1990) (П. Ю. Тодоров)
- „Театърът от времето на Нерон и Сенека“ (1990) (Едвард Радзински) – Нерон
- „Добро и ръце“ (1987) (Константин Дуфев)
- „Кучета“ (1985) (Николай Хайтов) – зоотехника
- „Свободно място във влака“ (1985) (от Стефан Стайчев) – Владимир
- „Чичовци“ (1984) (Иван Вазов), мюзикъл – Мироновски
- „Протокът съществува“ (1984) (Едмон Раблес)
- „Змейова сватба“ (1984) (от П. Ю. Тодоров, реж. Вили Цанков)
- „Музикален момент“ (1983) (Върбан Боров)
- „Дон Жуан или Любовта към геометрията“ (1983) (Макс Фриш)
- „Магелан“ (1981) (Еманюел Роблес)
- „Кръвта е по-гъста от водата“ (1981) (Фредерик Дар – Робер Осеин)
- „Арсеник и стара дантела“ (1980) (от Джоузеф Кесълринг, реж. Асен Траянов), 2 части
- „Роял „Безендорфер“ (1980)
- „Краят остава за вас“ (1979) (от Георги Данаилов, реж. Роксена Кирчева)
- „Емилия Галоти“ (Готхолд Ефраим Лесинг) (1978)
- „Над морското равнище“ (1977) (Иван Радоев)
- „Почти семейна история“ (1977) Дончо Цончев
- „Макбет“ (1977) (Уилям Шекспир) – 2 части
- „Стъклената менажерия“ (1977) (Тенеси Уилямс)
- „Чуждата жена и мъжът под кревата“ (сц. Асен Траянов по едноименния разказ на Фьодор Достоевски, реж. Мирослав Стоянов)
- „Убийство в библиотеката“ (1975) (Емил Брагински и Елдар Рязанов)
- „Лисичета“ (1975) (Лилиан Хелман)
- „Цилиндъра“ (1974) (Едуардо де Филипо)
- „Машинопсци“ (1974) (Мърей Шийзгал)
- „Тайната на младостта“ (1972) (Миклош Дярваш) – Шандор Пикити

## Филмография
| Година      | Филми и сериали                                                                       | Серии  | Копродукции                                                                     | Роля                                                                                                  |
| ----------- | ------------------------------------------------------------------------------------- | ------ | ------------------------------------------------------------------------------- | --- |
| 2021        | Януари                                                                                |        |                                                                                 | старецът                                                                                              |
| 2019        | Ханът и империята                                                                     |        |                                                                                 | император Константин ІV Погонат                                                                       |
| 2013        | Дървото на живота                                                                     | 24     |                                                                                 | Асен Вълчев                                                                                           |
| 2011        | Авé                                                                                   |        |                                                                                 | бащата на Виктор                                                                                      |
| 2010        | Ако някой те обича                                                                    |        |                                                                                 | моден дизайнер и приятел на Нора                                                                      |
| 2009        | Три сестри и Андрей                                                                   |        | България/Германия                                                               | |
| 2004        | Изпепеляване                                                                          |        |                                                                                 | анархистът Александър Иванов                                                                          |
| 2003        | Птицата                                                                               |        |                                                                                 | докторът Павел                                                                                        |
| 2002        | Поручик Бенц                                                                          |        |                                                                                 | |
| 2001        | И Господ слезе да ни види Посетени от Господа – 2 заглавие Последно кино – 3 заглавие |        | България/Франция                                                                | пилот                                                                                                 |
| 2001        | Верцингеторикс („Vercingétorix“) Друиди (алтернативно заглавие)                       |        | Франция/Канада/Белгия                                                           | римлянинът Юст                                                                                        |
| 2000        | Хайка за вълци                                                                        | 6      |                                                                                 | Козарев, партийния функционер                                                                         |
| 1999        | Големите игри                                                                         | 10     |                                                                                 | Майкъл Спиридонов, бизнесмен                                                                          |
| 1999        | Голямото семейство                                                                    |        |                                                                                 | |
| ?           | В една дъждовна есен                                                                  |        |                                                                                 | Асен                                                                                                  |
| 1994        | С тебешир и въглен                                                                    |        |                                                                                 | |
| 1993        | Фатална нежност                                                                       |        |                                                                                 | Хари Иванович                                                                                         |
| 1993        | Жребият                                                                               | 7      |                                                                                 | Йосиф Карасулиев, финансист-спекулант                                                                 |
| 1991        | Дали́ („Dalí“)                                                                         |        | Испания/България                                                                | Жан Кокто                                                                                             |
| 1991        | Мълчанието                                                                            |        |                                                                                 | синът – психиатър                                                                                     |
| 1990        | Музикален момент                                                                      |        |                                                                                 | Константин Василев                                                                                    |
| 1989        | Под дъгата                                                                            |        |                                                                                 | актьор във филмовата продукция                                                                        |
| 1989        | Право на избор                                                                        |        |                                                                                 | |
| 1989        | Бягащи кучета                                                                         |        |                                                                                 | учителят                                                                                              |
| 1988 – 1996 | Новите приключения на Арсен Люпен („Le retour d'Arsène Lupin“)                        | 20     | Франция/Канада/Италия/Швейцария/Белгия/Полша/България/Куба/Португалия/Югославия | Херлок Шолмс (в 18-а серия: „Herlock Sholmes s'en mêle“ – 1996)                                       |
| 1988        | Време разделно                                                                        | 2      |                                                                                 | Караибрахим еничарин, дошъл да потурчи долината, Страхил - син на дядо Галушко, брат на Елица и Горан |
| 1988        | Юлия                                                                                  |        |                                                                                 | съпругът на Юлия                                                                                      |
| 1987        | Един ден аванс                                                                        |        |                                                                                 | капитан Славов, следовател                                                                            |
| 1986        | За къде пътувате                                                                      |        |                                                                                 | Стрезов                                                                                               |
| 1985        | Константин Философ                                                                    | 2      |                                                                                 | сарацин мъдрец                                                                                        |
| 1985        | Грехът на Малтица                                                                     |        |                                                                                 | агентът Костов                                                                                        |
| 1984        | Битката за Бяла Сълзлийка                                                             | 3      |                                                                                 | |
| 1984        | Вкус на бисер                                                                         |        |                                                                                 | балет-майсторът                                                                                       |
| 1983        | Константин Философ                                                                    | 6      |                                                                                 | сарацин мъдрец                                                                                        |
| 1983        | Прадеди и правнуци. Каменно гнездо                                                    | 5      |                                                                                 | Дервиш ага                                                                                            |
| 1983        | Третото лице                                                                          |        |                                                                                 | д-р Савов                                                                                             |
| 1983        | Бон шанс, инспекторе!                                                                 |        |                                                                                 | Велизар Карадушиев                                                                                    |
| 1982        | Тайната на дяволското оръжие                                                          |        |                                                                                 | византиеца                                                                                            |
| 1981        | Близката далечина                                                                     |        |                                                                                 | инспекторът                                                                                           |
| 1981        | Кръвта е по-гъста от водата                                                           |        |                                                                                 | Доминик Верние, член на френската съпротива                                                           |
| 1981        | Хан Аспарух                                                                           | 3      |                                                                                 | император Константин ІV Погонат                                                                       |
| 1980        | Приключенията на Авакум Захов                                                         | 6      |                                                                                 | кинорежисьорът Асен Кантарджиев (в 5-а серия)                                                         |
| 1979        | Фильо и Макензен                                                                      | 7      |                                                                                 | прокурорът                                                                                            |
| 1979        | Къщата                                                                                |        |                                                                                 | самурай                                                                                               |
| 1979        | Тайфуни с нежни имена                                                                 | 3      |                                                                                 | Боян, следовател                                                                                      |
| 1979        | Бумеранг                                                                              |        |                                                                                 | |
| 1978        | Насрещно движение                                                                     |        |                                                                                 | Коста                                                                                                 |
| 1978        | Умирай само в краен случай                                                            | 2      |                                                                                 | |
| 1978        | С любов и нежност                                                                     |        |                                                                                 | архитект Стефанов                                                                                     |
| 1977        | Големият товар                                                                        | 2      |                                                                                 | Ханс Мюлер/Гастон Вилар                                                                               |
| 1976        | Един наивник на средна възраст                                                        | 2      |                                                                                 | Боян, наркоман                                                                                        |
| 1976        | Вината                                                                                |        |                                                                                 | Захари                                                                                                |
| 1976        | Реквием за една мръсница                                                              | 2      |                                                                                 | Боян Ангелов (в „Синята безпределност“ и „Реквием за една мръсница“)                                  |
| 1974        | Спомен                                                                                |        |                                                                                 | поета                                                                                                 |
| 1974        | Заземление                                                                            |        |                                                                                 | заварчикът Кирил                                                                                      |
| 1974        | Бразилска мелодия                                                                     | 2      |                                                                                 | Спас Влаев                                                                                            |
| 1973        | Нона                                                                                  |        |                                                                                 | Иван Д. Великин, „куцият“ свирач                                                                      |
| 1973        | Бялата одисея                                                                         |        |                                                                                 | Фокера                                                                                                |
| 1972        | Голямата победа                                                                       |        |                                                                                 | Валентин Бонев, малкият брат, рали-състезател                                                         |
| 1972        | Вятърът на пътешествията                                                              |        |                                                                                 | Бим-Бам                                                                                               |
| 1972        | Глутницата                                                                            |        |                                                                                 | бранник                                                                                               |
| 1972        | Гневно пътуване                                                                       |        |                                                                                 | Чавдар Техов, инженер геолог                                                                          |
| 1971 – 1972 | Това спокойно всекидневие                                                             | 3      |                                                                                 | д-р Антонов                                                                                           |
| 1970        | Черните ангели                                                                        | 2      |                                                                                 | Андро                                                                                                 |
| 1968        | Мъже в командировка                                                                   | 3 нов. |                                                                                 | Митко (във 2-та: „Епизодът“)                                                                          |
| 1968        | Сонет                                                                                 |        |                                                                                 | |
| 1967        | С дъх на бадеми                                                                       |        |                                                                                 | оперативния работник                                                                                  |
| 1966        | Момчето с баса                                                                        |        |                                                                                 | |
| 1962        | Хроника на чувствата                                                                  |        |                                                                                 | Васил Велинов - („Васката“), арматурист и комсомолски отговоринк на бригадата                         |
| 1952        | Наша земя                                                                             |        |                                                                                 | Тошко                                                                                                 |

- „Ваш даскал Апостол“ (2006) – документален
- „Да избереш живота“ (2005) – документален
- „Симон, Авраам и Йосиф“ (1994) – документален
- „Да се превъплатиш в себе си“ (1984) – документален